# Lia (Sängerin, 2000)
Lia (koreanisch 리아; eigentlich Choi Ji-su (koreanisch 최지수); * 21. Juli 2000 in Incheon) ist eine südkoreanische Sängerin und Tänzerin, die seit 2017 bei JYP Entertainment unter Vertrag steht. Bekanntheit erlangte sie vor allem als Mitglied der 2019 gegründeten K-Pop-Gruppe Itzy. Seit 2021 ist sie auch als Solosängerin aktiv und wirkte hierbei am Soundtrack mehrerer Fernsehserien mit. Neben ihrer Gesangskarriere betätigt sich Lia zudem als Moderatorin und Model und veröffentlichte 2023 mit Blossom ihr erstes Lied als Songwriterin.

## Leben

### Kindheit und Jugend
Lia wurde in Incheon (manche Quellen nennen auch Bucheon) geboren und verbrachte dort ihre Kindheit. Sie hat einen vier Jahre jüngeren Bruder. Nach dem Besuch der Shinsong Middle School in Incheon wurde Lia Schülerin der privaten North London Collegiate School in der Provinz Jeju-do, dem Ableger einer gleichnamigen Privatschule im London Borough of Harrow. 2019 absolvierte sie ihren Abschluss an der School of Performing Arts im Bereich Practical Music in Seoul.
Einen Teil ihrer Schulzeit verbrachte Lia an einer High School im Kanadischen Toronto, wo sie im Alter von 14 Jahren an einem globalen Casting für SM Entertainment teilnahm und dieses auch bestand. Zu einer Zusammenarbeit mit der Talentagentur kam es jedoch nicht, da sich ihre Eltern gegen eine Laufbahn als Musikerin in so jungen Jahren aussprachen.
Nach ihrem Abschluss an der High School und ihrer Rückkehr nach Südkorea bewarb sich Lia abermals bei SM Entertainment, aber auch bei anderen großen Agenturen wie JYP Entertainment. Laut eigener Aussage entschied sich Lia letztlich für JYP, da das dortige Casting als erstes erfolgte und sie dort direkt eine Zusage erhielt. 2017 wurde sie schließlich unter Vertrag genommen und in den darauffolgenden zwei Jahren für ihr kommendes Debüt trainiert.

### Mitglied beiItzyund Laufbahn als Solosängerin
Am 12. Februar 2019 hatte Lia ihr Debüt als Mitglied der neugegründeten K-Pop-Gruppe Itzy mit einem Auftritt aller Gruppenmitglieder in Hannam-dong (Seoul) und der Vorstellung des Singlealbums It’z Different. Lia ist innerhalb von Itzy sowohl als Sängerin als auch gelegentlich als Rapperin tätig. Als Teil von Itzy wurde Lia unter anderem mit einem Golden Disk Award, einem Japan Gold Disc Award und einem MAMA Award ausgezeichnet. Die Tageszeitung The Korea Times bezeichnete Lia als ein führendes Mitglied der Gruppe, das eine entscheidende Rolle dabei gespielt hätte, den einzigartigen Sound von Itzy zu formen.
Im Juli 2021 veröffentlichte Lia auf der Videoplattform YouTube über den Kanal von Itzy eine Coverversion des Songs Issues von Julia Michaels. Bereits zuvor hatte Lia in Fernsehauftritten Songs bekannter Interpreten wie Jessie J (Price Tag) oder Frankie Valli (Can’t Take My Eyes Off You) gecovert. Im Juli 2023 erschien mit Keep Me Waiting (im Original von der US-amerikanischen Sängerin The Bonfyre) ein weiterer Coversong Lias auf dem YouTube-Kanal von Itzy.
Im Dezember 2021 beteiligte sich Lia mit dem Lied Always Be Your Star am Soundtrack zur Historienserie The Red Sleeve, welches zugleich ihre erste reguläre Solosingle wurde. Always Be Your Star platzierte sich zwar nicht in den offiziellen Singlecharts, erreichte jedoch Platz 6 der Circle BGM Charts für die meistverkaufte Hintergrundmusik sowie Platz 34 der Download-Charts. Lia war das erste Mitglied von Itzy, das sich auch als Solosängerin betätigt.
Im Jahr darauf veröffentlichte sie mit Blue Flower eine weitere Single für eine Fernsehserie, diesmal für Alchemy of Souls. Das Lied erreichte im Dezember 2022 Platz 184 der koreanischen Charts. 2023 folgte der Titel One Hundred Love für die Serie Dr. Romantic, der sich auf Platz 10 der Circle BGM Charts platzieren konnte.
Im Juni 2023 trat Lia im Rahmen der von JTBC produzierten und von BoA moderierten Musikshow Music Universe K-909 gemeinsam mit der norwegischen Sängerin Sigrid auf, um deren bekanntestes Lied Don’t Kill My Vibe mit ihr im Duett zu singen.
Am 18. September 2023 gaben Lia und JYP Entertainment bekannt, dass die Sängerin auf ärztlichen Rat für unbestimmte Zeit eine Auszeit von Itzy und allen öffentlichen Auftritten nehmen würde. Grund hierfür sei eine „extreme Form“ von Angststörungen. Bereits Anfang September hatte Lia ihre Teilnahme an mehreren Veranstaltungen aus gesundheitlichen Gründen abgesagt. Im November 2023 veröffentlichte Lia die von ihr für das Itzy-Album Born to Be mitkomponierte Solosingle Blossom in einer gekürzten, knapp zwei Minuten langen Fassung. Gleichzeitig gab sie jedoch bekannt, nicht am restlichen Album mitzuwirken und auch an der Welttournee von Itzy 2024 nicht teilzunehmen.
Im Januar 2024 erschien mit der Veröffentlichung von Born to Be die darauf enthaltene Vollversion von Blossom.
Im Juli 2024 kehrte Lia von ihrer Auszeit als Mitglied von Itzy zurück. Im selben Jahr beteiligte sie sich am Soundtrack der Fernsehserien The Fiery Priest und The Tale of Lady Ok.

### Weitere Tätigkeiten
Neben ihrer Tätigkeit als Sängerin war Lia bislang dreimal Co-Moderatorin von Musikevents und Preisverleihungen: 2020 die Circle Chart Music Awards mit Park Jung-su sowie das jährlich stattfindende Dream Concert, gefolgt von den Gaon Chart Music Awards 2021, erneut an der Seite von Park Jung-su. Ebenfalls 2021 nahm sie an der Fernsehshow 2021 Idol Star Athletics Championships – New Year Special: Hall of Fame teil. 2023 war Lia als Aloha Kandidatin in der Musiksendung King of Mask Singer und schied dort in der dritten (und vorletzten) Runde gegen die Singer-Songwriterin Ahn Ye-eun aus.
Neben ihrer Musik- und Fernsehkarriere betätigt sich Lia gelegentlich auch als Model, darunter im November 2021 für Saint Laurent in der japanischen Ausgabe von Harper’s Bazaar. Im April 2023 veröffentlichte der koreanische Ableger der Modezeitschrift Elle eine Fotostrecke und ein Interview mit der Sängerin.

### Philanthropie
Seit ihrem Debüt bei Itzy war Lia an mehreren Wohltätigkeitsveranstaltungen und Spendenaufrufen beteiligt, darunter 2020 für die vom Onlineversandhändler Gmarket durchgeführte Spendenaktion Give Love, bei der Privatgegenstände prominenter koreanischer Persönlichkeiten versteigert wurden. Die Erlöse gingen an das von Save the Children ins Leben gerufene Projekt School Me, das Mädchen in afrikanischen Ländern den Schulbesuch ermöglichen soll.
Im August 2022 spendete Lia nach schweren Unwettern und Regenfällen mit Überflutungen in Teilen Südkoreas 30 Millionen Won (umgerechnet mehr als 20.000 Euro) an die Hilfsorganisation Hope Bridge National Disaster Relief Association.
Während ihrer Auszeit bei Itzy spendete Lia im Dezember 2023 abermals 30 Millionen Won, diesmal an den National Cancer Center Development Fund zur Unterstützung von Krebspatienten aus einkommensschwachen Familien, die im National Cancer Center in Goyang behandelt werden.

## Diskografie

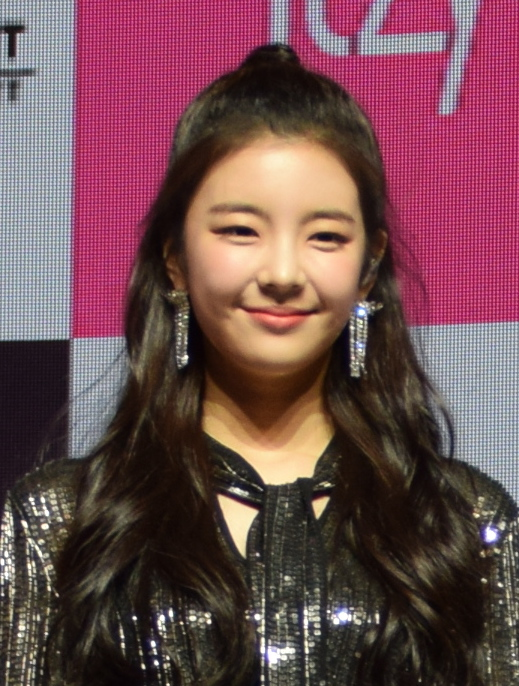
Lia bei ihrem ersten Auftritt mit Itzy im Februar 2019

### Beiträge für Soundtracks
| Jahr | Titel Album                                                     | Höchstplatzierung, Gesamtwochen, AuszeichnungChartsChartplatzierungen (Jahr, Titel, Album, Platzierungen, Wochen, Auszeichnungen, Anmerkungen) | Anmerkungen                                    |
| Jahr | Titel Album                                                     | KR | Anmerkungen                                    |
| ---- | --------------------------------------------------------------- | --- | ---------------------------------------------- |
| 2021 | Always Be Your Star (밝혀줄게 별처럼) The Red Sleeve OST Part 9 | — | Erstveröffentlichung: 2021                     |
| 2022 | Blue Flower (푸른꽃) Alchemy of Souls 2 OST                     | KR184 (1 Wo.)KR | Erstveröffentlichung: 2022                     |
| 2023 | One Hundred Love (수백날 수천밤) Dr. Romantic 3 OST Part 5      | — | Erstveröffentlichung: 2023                     |
| 2024 | Why Not The Fiery Priest 2 OST                                  | — | Erstveröffentlichung: 2024                     |
| 2024 | Woodahe The Tale of Lady Ok OST                                 | — | Mit Choo Young-woo; Erstveröffentlichung: 2024 |

### Weitere Veröffentlichungen
- 2023: Blossom (블러썸); vorab veröffentlichter, gekürzter Solotitel aus dem Itzy-Album Born to Be, auch als Co-Autorin mit Sim Eun-jee. Vollversion 2024 veröffentlicht.[31]

### Coversongs
Aufgelistet werden nur Songs, die in voller Länge auf dem YouTube-Kanal von Itzy veröffentlicht wurden.
- 2021: Issues (발행물); Original von Julia Michaels[16]
- 2023: Keep Me Waiting (계속 기다리게 해줘); Original von The Bonfyre[19]

## Fernsehauftritte (Auswahl)

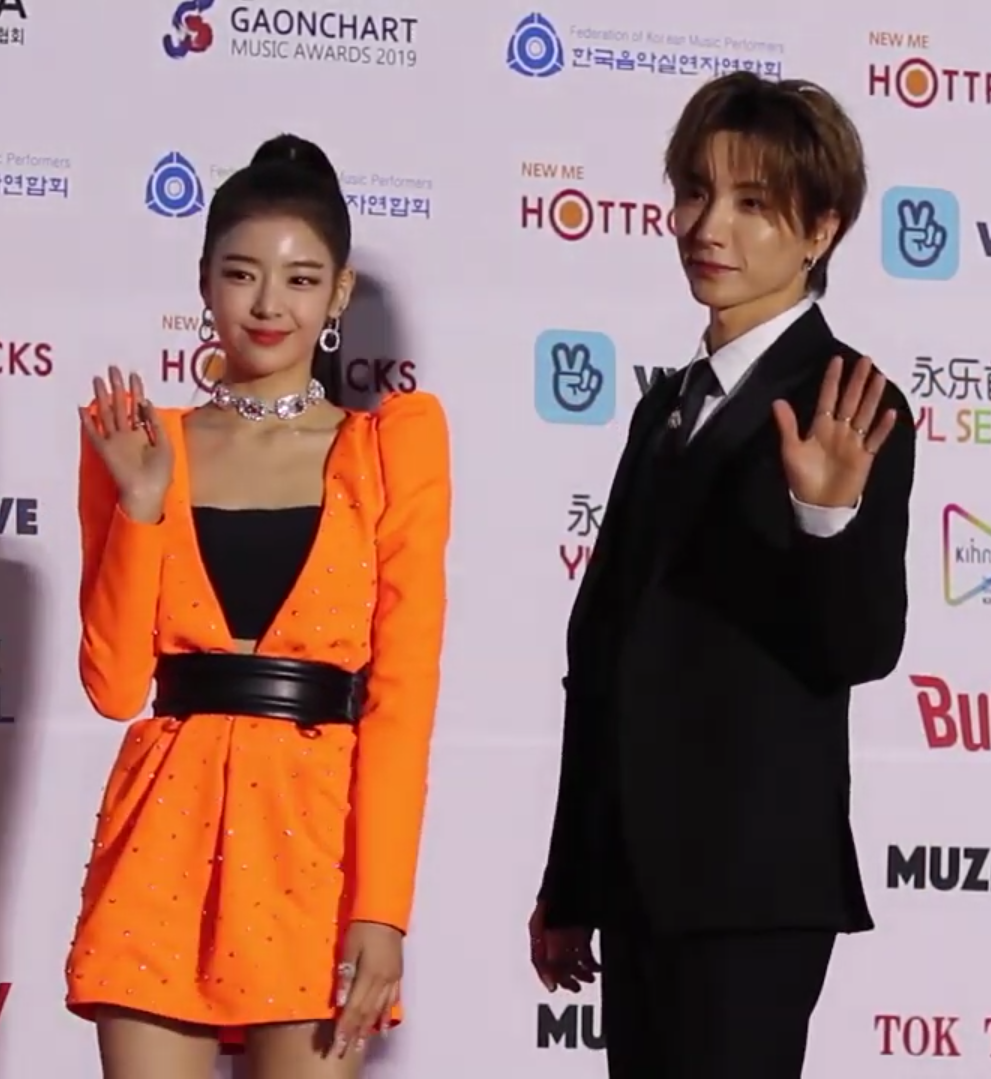
Lia und Park Jung-su bei den Gaon Chart Music Awards (2020)

### Als Moderatorin
- 2020: Circle Chart Music Awards
- 2020: Dream Concert (Im Fernsehen ausgestrahltes Live-Event)
- 2021: Gaon Chart Music Awards

### Als Teilnehmerin / Gast
- 2019: Idol Room
- 2019/2021: Men on A Mission (zwei Sendungen)
- 2019–2021: Weekly Idol (vier Sendungen)
- 2020: You Heeyeol’s Sketchbook (als Mitglied von Itzy)
- 2021: Knowing Bros (Aneun Hyeongnim; als Mitglied von Itzy)
- 2021: 2021 Idol Star Athletics Championships – New Year Special: Hall of Fame
- 2022: LeeMujin Service
- 2023: King of Mask Singer (drei Sendungen)